# Hendrik Albert Schultens
Hendrik Albert Schultens, född den 15 februari 1749 i Herborn, död den 12 augusti 1793 i Leiden, var en nederländsk filolog. Han var son till Jan Jacob Schultens.
Schultens blev liksom fadern och farfadern professor vid Leidens universitet, där han 1788 höll en ännu berömd föreläsning, Oratio de ingenio Arabum.